# Sankt Georgen im Lavanttal
Sankt Georgen im Lavanttal là một thị xã ở huyện Wolfsberg bang Carinthia, Áo. Đô thị này có diện tích 72,39 km², dân số thời điểm 31 tháng 12 năm 2005 là 453 người.